# Rött hav under röd himmel
Rött hav under röd himmel (originaltitel Red Seas Under Red Skies) är andra delen i Scott Lynchs påbörjade septologi Gentlemannarövarna. I denna bok fortsätter Locke Lamoras och kumpanen Jean Tannens äventyr i den exotiska staden Tal Verrar, där de planerar sin största kupp hittills. 

## Handling
Efter det brutala slaget i Camorrs undre värld som nästan tog Lockes liv flydde Locke och hans vapendragare Jean från deras födelsestad till den exotiska kuststaden Tal Verrar för att läka sina sår. Trots att de befinner sig på de västra utkanterna av civilisationen vilar de inte länge innan de återgår till vad de gör bäst; att stjäla från de allra rikaste och ta pengarna själva. 
Denna gång har de fäst blickarna på det största priset av dem alla: Syndatornet, det mest exklusiva och mest bevakade spelhuset i världen. Dess nio våningar drar till sig ett  väldigt rikt klientel som, för att kunna få tillträde till de övre våningarna, måste imponera med en stor kreditvärdighet och ett trevligt uppförande, samt en oerhörd lust att spela bort sina pengar. Det finns en regel i Syndtornet vars efterlevnad ses till av den Requin, hänsynslöse ägaren till spelhuset: att fuska är lika med döden.
Locke och Jean gör upp en plan baserad på lögner och fula trick för att svindla sig upp bland våningarna, rätt emot Requins överfyllda valv. Sakta men säkert klättrar de upp mot sitt mål under falska identiteter kommer de närmare och närmare sitt byte; men någon i Tal Verrar har kommit på deras hemlighet, någon från deras förflutna som till varje pris vill få dem att betala priset för det de gjorde i Camorr. Nu behöver de använda varje trick de lärt sig under Fader Kättings undervisning i Camorr.